# Tófalu
Tófalu is een plaats (község) en gemeente in het Hongaarse comitaat Heves. Tófalu telt 649 inwoners (2002).